# Хал-Келойское сельское поселение
Хал-Келойское се́льское поселе́ние — муниципальное образование в Шатойском районе Чеченской Республики Российской Федерации.
Административный центр — село Хал-Келой.

## География
Расположено на юге республики в Аргунском ущелье.

## История
Образовано законом от 14 июля 2008 года.

## Население
| 2010 | 2012 | 2013 | 2014 | 2015 | 2016 | 2017 |
| ---- | ---- | ---- | ---- | ---- | ---- | ---- |
| 468  | ↗482 | ↗491 | ↘490 | ↗498 | ↗501 | ↗503 |
| 2018 | 2019 | 2020 | 2021 | 2023 | 2024 |      |
| ↗510 | ↗518 | ↗524 | ↘467 | ↘463 | ↘459 |      |

## Населённые пункты
В состав сельского поселения входят два населённых пункта:
| № | Населённый пункт | Тип  | Население |
| - | ---------------- | ---- | --------- |
| 1 | Саной            | село | →0        |
| 2 | Хал-Келой        | село | ↗468      |